# ソロモン・ティーポレ
ソロモン・ティーポレ（Solomon T Pole、1992年2月16日 - ）は、トンガ出身のラグビー選手。

## プロフィール
- ポジションはナンバーエイト(No8)。
- 身長 190cm、体重 113kg。
- ニックネームはソソ、ソロ、モネ。
- ハイランダーズの育成スコッドに入ったことがある[2]。

## 来歴
ウスレーカレッジ高校、オタゴ大学、オタゴを経て、2016年、サントリーサンゴリアスに加入。
2017年、近鉄ライナーズに加入。同年8月18日に行われたジャパンラグビートップリーグ第1節の豊田自動織機シャトルズ戦に途中出場で日本での公式戦初出場を果たした。
2018年、近鉄ライナーズを退団した。